# Георгій Наморадзе
Гео́ргій Андрі́йович Намора́дзе (1882—1965) — грузинський культурний і громадський діяч, редактор і перекладач, організатор творчих зустрічей. Автор студентських нотаток — «листів з Києва», адресованих читачам Тифліса.

## Життєпис
Народився 14 жовтня 1882 року в родині диякона в Горі. Після закінчення духовного училища вступив на навчання до Тифліської семінарії, де відзначився організацією бунту й авторством гострого вірша на педагогів «Служебнико», за що був відрахований у 1901 р. Згодом отримав атестат у Бакинській семінарії.
У 1907 році навчався у Київському університеті на медичному факультеті. Був заарештований за участь у революційному русі, за що відбував заслання та чотири роки каторжних робіт. З 1915 року зайнявся революційною діяльністю в Києві. У січні 1917 року його заарештували за антивоєнну агітацію, але в лютому під час революції був звільнений. Після чого працював старшим лікарем, завідувачем медчастини 1-го Київського резервного комуністичного полку.
Заарештовувався денікінською контррозвідкою. За рекомендацією Олександра Шумського, Панаса Любченка та Василя Блакитного вступив до лав КП(б) України.
У 1924 році переїхавши до Харкова, Георгій узявся за обов'язки літературного редактора в республіканському видавництві. Робота в Держвидаві дала можливість познайомитися з письменниками та працівниками харківських видавництв. Був обраний головою Харківського осередку письменників. У 1927 році Харків відвідали грузинські письменники Михайло Джавахішвілі та Демна Шенгелая, їх харків'яни приймали в літературному Будинку ім. Василя Блакитного.
Навесні 1936 року Георгій передав у Харківський театр російської драми текст п'єси Вакелі «Шаміль», перекладений з грузинської українською мовою. У Харкові вийшло друком до 25 книжок. У 1933 році, за дорученням Держвидаву Грузії, він спільно з працівниками Українського інституту ім. Шевченка підготував видання «Кобзаря» грузинською мовою; склав енциклопедичні статті про Грузію, грузинсько-український словник…
29 вересня 1936 року був заарештований. В його квартирі працівники НКВС провели обшук, де знайшли праці Миколи Бухаріна, Григорія Зінов'єва, а також книжки українських письменників Володимира Винниченка, Остапа Вишні, Гната Хоткевича, твори Карла Каутського, Георгія Плеханова.
У січні 1937 року Наморадзе перевели в Лук'янівську в'язницю в Києві, де його допитували працівники центрального апарату НКВС УРСР.
У червні 1937 року йому оголосили рішення особливої наради НКВС — 8 років тюремного ув'язнення. У лютому 1945 року він звільнився з Темниківського табору і виїхав до Грузії. Георгій почав працювати в радгоспі, а 1949 року влаштувався на посаду шкільного вчителя в селі Сартичала.
У вересні 1956 року був реабілітований, за клопотанням Петра Панча, став членом Спілки письменників, стараннями Павла Тичини Георгій отримав квартиру у Тбілісі.
15 жовтня 1960 року в Києві урочисто відзначили 60-річчя творчої діяльності Георгія Наморадзе. Він брав активну участь у підготовці книжкової серії до Декади української літератури в Грузії восени 1964 року.
У 1965 році помер.